# Сорокодубы (Винницкая область)
Сорокодубы (укр. Сорокодуби) — село на Украине, находится в Немировском районе Винницкой области.
Код КОАТУУ — 0523082803. Население по переписи 2001 года составляет 286 человек. Почтовый индекс — 22874. Телефонный код — 4331.
Занимает площадь 0,245 км².

## Адрес местного совета
22874, Винницкая область, Немировский р-н, с. Грабовец